# Myriam Marbe
Myriam Marbe (* 9. April 1931 in Bukarest; † 25. Dezember 1997 ebenda) war eine rumänische Pianistin und Komponistin.

## Leben
Marbe erhielt ersten Klavierunterricht von ihrer Mutter, die Pianistin war. An der Bukarester Musikhochschule war sie von 1944 bis 1954 Klavierschülerin von Florica Musicescu und Silvia Capatâna und Kompositionsschülerin von Leon Klepper und Mihail Jora. Von 1953 bis 1965 war sie Filmredakteurin an der Casa de filme in Bukarest. Von 1954 bis 1988 unterrichtete sie an der Musikhochschule Bukarest Kontrapunkt und Komposition. Da sie sich weigerte, der Kommunistischen Partei beizutreten, blieb ihr eine Professur vorenthalten. Zu ihren Schülern zählte u. a. Violeta Dinescu.
Zwischen 1968 und 1972 konnte sie dreimal an den Darmstädter Ferienkursen teilnehmen, 1971 am Festival für zeitgenössische Musik in Royan. 1989 bis 1990 erhielt sie ein Arbeitsstipendium der Stadt Mannheim.
Neben ihrer kompositorischen Tätigkeit wirkte Marbe auch als Publizistin und Musikwissenschaftlerin. Sie war Koautorin einer Monographie über George Enescu und verfasste stilkritische Essays und Analysen.
Der Nachlass Myriam Marbes wird im Bremer Sophie Drinker Institut für musikwissenschaftliche Frauen- und Geschlechterforschung verwahrt.
Ihre Tochter ist die Schriftstellerin Nausicaa Marbe.

## Werke
- Nunta Zamfirei, Ballett, 1954
- In Memoriam, 'Lyrisches Stück für Oboe, 2 Hörner, Klavier, Celesta, Schlagzeug und Streichorchester, 1959
- Chorsuite auf Texte von Ilie Constantin und Paul Aristide, 1959
- Sonata für zwei Violen, 1966
- Ritual für den Durst der Erde für Soli, Chor und Schlagzeug, 1968
- Le Temps Inévitable, 1968–71
- Serenata - Eine kleine Sonnenmusik, 1974
- La parabol du grenier für einen Interpreten auf Klavier, Cembalo, Celesta und ad lib. Glockenspiel und Röhrenglocken, 1975–76
- Trium, sinfonisches Stück für großes Orchester, 1978
- Timpul regasit für Sopran oder Tenor, Blockflöte, drei Violen, Alt-, Tenorgambe und Cembalo, 1982
- Trommelbass, für Streichtrio und Trommel, 1985
- Sonata per due für Viola und Querflöte, 1985
- An die Sonne für Mezzosopran und Saxophon, 1986
- Concertul pentru Daniel Kientzy si saxofon, 1986
- After nau Sonate für Violoncello und Orgel, 1987
- Ur-Ariadne-Sinfonie Nr. 1 für Mezzosopran, Saxophon und Orchester, 1988
- Dialogi - nicht nur ein Bilderbuch für Christian Morgenstern, 1989
- Farbe und Klang, Liedzyklus auf Texte von Ulrich von Liechtenstein, Heinrich von Veldeke, Heinrich Heine, Friedrich von Hausen, König Konrad und Christian Morgenstern
- Fra Angelico - Chagall - Voronet - Requiem für Mezzosopran, Chor und Kammerensemble, 1990
- Stabat mater für 12 Stimmen und Ensemble Querflöte, Oboe, Klarinette, Fagott, Trompete, Horn, Posaune, Percussion, Viola, Kontrabass
- Sym-phonia für Mezzosopran und Kammerensemble nach Gedichten von Else Lasker-Schüler, 1996
- arc-en-ciel für Blockflöte und Querflöte, 1997
- Song of Ruth für fünf Violoncelli, 1997